# سجن مؤبد

السَّجْن المؤبد أو الحَبْس المؤبد أو الحكم المؤبد هو حكم تصدره محكمة على جريمة يقضي بموجبها الجاني ما تبقى من حياته في السجن، ويختلف مقداره من دولة لأخرى، فقد تجده في أحدها يعني الحكم لمدة 100 سنة، ولكن في دول أخرى يكون 25 سنة، مثال على ذلك القتل، العنف الشديد ضد الأطفال، الإغتصاب، التجسس، الخيانة العظمى، تجارة المخدرات، أو الاتجار بالبشر. من الأمثلة على ذلك أيضاً، تطور الضرر في عمليات السطو والسرقة إلى القتل أو الأضرار الجسدية الجسيمة.
هذه العقوبة لا توجد في كل الدول. كانت البرتغال أول دولة تبطل هذه العقوبة من خلال جمعيات حقوق السجناء عام 1884، ولكن الدول التي تسمح بذلك تترك مجالاً لإعادة النظر في الحكم بعد قضاء الجاني فترة في السجن. مما يعني أن الجاني قد يفرج عنه ليقضي ما تبقى من حياته خارج السجن. الإفراج المبكر يكون في أغلب الحالات بشروط تعتمد على ماضي ومستقبل السجين، وفي بعض الحالات يحتمل بعض القيود.
ليست البرتغال هي الدولة الوحيدة التي أبطلت هذه العقوبة، بل هناك دول أخرى على غرارها، مثل إسبانيا والنرويج. بالإضافة إلى ذلك، هنالك دول تسمح بهذه العقوبة في أوقات الحروب فقط، مثل البرازيل والسلفادور، وهنالك دول تسمح بها للرجال دون النساء، مثل أرمينيا وألبانيا. في الجانب الآخر، هنالك دول لم تعترف بها ولم تطبقها رسمياً منذ تأسيسها، مثل السعودية.

## السجن المؤبد عند الإحتلال الإسرائيلي
تختلف مدة السجن المؤبد عند الإحتلال الإسرائيلي حسب نوايا السجين:
1. إن ارتكب السجين عملية قتل على خلفية وطنية قومية فدائية (ضمن الصراع الفلسطيني الإسرائيلي) فإن مدة المؤبد تكون مدى الحياة، أي أن السجين لا يخرج إطلاقاً وهو ما يطلق عليه (السجين الأمني)، ويُصْدَر الحكم المؤبد بحق من قام بعملية القتل ومن ساعده أو اشترك فيها حتى لو بشكل ثانوي.
2. أما إذا كانت نوايا القاتل جريمة عادية، أو شجار عادي وما إلى ذلك فإن المؤبد تحدد مدته لتكون 25 عام وقد يخرج بعفو في حال كان القاتل يهودي (وهو غالباً ما يوافق عليه) قبل عشرة اعوام من انتهاء محكوميته وهنا يطلق عليه (السجين المدني).[4]